# Lotus weilleri
Lotus weilleri är en ärtväxtart som beskrevs av René Charles Maire. Lotus weilleri ingår i släktet käringtänder, och familjen ärtväxter. Inga underarter finns listade i Catalogue of Life.